# Disticta atava
Disticta atava là một loài bướm đêm trong họ Noctuidae.